# Cacophis
Cacophis is een geslacht van slangen uit de familie koraalslangachtigen (Elapidae) en de onderfamilie Elapinae.

## Naam en indeling
De wetenschappelijke naam van de groep werd voor het eerst voorgesteld door Albert Günther in 1863. Er zijn vier soorten, de slangen werden eerder aan andere geslachten toegekend, zoals Pseudelaps en Aspidomorphus.

## Uiterlijke kenmerken
De slangen blijven klein tot middelgroot; Cacophis krefftii bereikt een lichaamslengte tot ongeveer 35 centimeter en de soort Cacophis squamulosus wordt ongeveer 75 cm lang. De kop is duidelijk te onderscheiden van het lichaam door de aanwezigheid van een insnoering. Achter de kop is altijd een lichtere dwarsband aanwezig. De ogen hebben een ronde pupil. De slangen hebben 15 rijen schubben in de lengte op het midden van het lichaam, de schubben aan de bovenzijde zijn glad. De anaalschub en de schubben zijn gepaard.

## Levenswijze
De slangen zijn 's nachts actief en schuilen overdag vaak onder houtblokken, in de strooisellaag en in composthopen. Ze jagen op hagedissen en zijn gespecialiseerd in skinken. De vrouwtjes zetten eieren af. De slangen zijn onschuldig voor mensen, maar een beet van de grootste soort, Cacophis squamulosus, kan beter vermeden worden vanwege de grotere tanden.

## Verspreiding en habitat
De slangen komen endemisch voor in delen van Australië en zijn hier aangetroffen in de deelstaten New South Wales en Queensland. De habitat bestaat uit droge tropische en subtropische bossen, vochtige tropische en subtropische laaglandbossen, gematigde bossen, scrublands en stenige omgevingen. Ook in door de mens aangepaste streken zoals landelijke tuinen kunnen de dieren worden aangetroffen.

## Beschermingsstatus
Door de internationale natuurbeschermingsorganisatie IUCN is aan alle soorten een beschermingsstatus toegewezen. De slangen worden beschouwd als 'veilig' (Least Concern of LC).

## Soorten
Het geslacht omvat de volgende soorten, met de auteur en het verspreidingsgebied.
| Naam                 | Auteur                          | Verspreidingsgebied                     |
| -------------------- | ------------------------------- | --------------------------------------- |
| Cacophis churchilli  | Wells & Wellington, 1985        | Australië (Queensland)                  |
| Cacophis harriettae  | Krefft, 1869                    | Australië (New South Wales, Queensland) |
| Cacophis krefftii    | Günther, 1863                   | Australië (New South Wales, Queensland) |
| Cacophis squamulosus | Duméril, Bibron & Duméril, 1854 | Australië (New South Wales, Queensland) |